# Antonio Espinosa Cerrato
Antonio Espinosa Cerrato (Villamayor de Calatrava, província de Ciudad Real, 1959) és un consultor empresarial i polític espanyol, diputat al Parlament de Catalunya en l'onzena i dotzena legislatures.

## Biografia
Originari de la província de Ciudad Real, el 1971 es va traslladar amb la seva família a Manresa, on viu des d'aleshores. Diplomat en Relacions Laborals i màster en Tributació i assessoria fiscal i financera, des de 1990 es dedica a la consultoria empresarial. Afiliat a C's des del 2006, n'és el coordinador i portaveu a l'agrupació de la Catalunya Central, membre del consell general i, des del 2008, pertany al comitè executiu del partit, com a responsable de la secretaria d'Estudis i Programes. El juny de 2012 formà part del consell assessor de l'Institut Català de Finances.
A les eleccions municipals de 2015 fou escollit regidor de l'ajuntament de Manresa com a cap de llista del partit, càrrec que va renunciar quan fou elegit diputat a les eleccions al Parlament de Catalunya de 2015. A les eleccions de 2017 fou reescollit diputat.